# Kaukasiska bergsjudar
Kaukasiska bergsjudar, kallas en grupp judar som bor i östra och norra Kaukasus på gränsen mellan Ryssland och Azerbajdzjan. Det är osäkert när och hur de kom dit, antagligen under akemenidisk tid för att fungera som gränstrupper.
Beteckningen bergsjudar infördes av de ryska myndigheterna för att skilja dem åt från de judar som levde i de västra delarna av Ryssland. Själv kallar de sig för antingen dsjukhur eller dag-tjufut, det förstnämnda namnet används av de som bor i öster i Dagestan med omnejd och dag-tjufut av de som bor i Kabardinien-Balkarien. Språket som bergsjudarna talar är det iranska språket tat.
Under andra världskriget kom norra Kaukasus att ockuperas av tyska trupper. Men de flesta bergsjudar förskonades från Förintelsen.  Detta berodde bland annat på att nazisterna inte visste om de skulle klassificera dem som judar eller inte, dels att folkgruppen precis dessförinnan var föga känd.
Under 1970-talet påbörjades en utvandring av många bergsjudar, som blev än kraftigare efter år 1991 års omvälvningar i Sovjetunionen. Idag bor flertalet av de kaukasiska bergsjudarna i Israel. De som inte emigrerat återfinns huvudsakligen i Dagestan, Kabardinien-Balkarien, Tjetjenien och Azerbajdzjan.  I Naltjik, huvudstaden i Kabardinien-Balkarien, finns en stor och livaktig grupp bergsjudar med judisk skola, barnorkester och en månadstidning. Efter Sovjetunionens fall har det även hos bergsjudarna blivit en viss religiös renässans med bl.a. nyöppnade synagogor på flera ställen t.ex. i Baku. 

## Historia
Under århundradena mot slutet av första årtusendet e.Kr. existerade det chazariska riket mellan Kaukasus, Svarta havet och Kaspiska havet. De ledande klasserna inom chazarriket hade gått över till judendomen. Det är osäkert om det finns en direkt koppling mellan de nuvarande bergsjudarna och de medeltida chazarerna. Däremot kan de förhålla sig så att chazarerna påverkades av en äldre judisk befolkning i regionen. Det finns antydningar om att bergsjudarna kom till sina nuvarande boplatser några århundraden innan chazarriket uppstod.

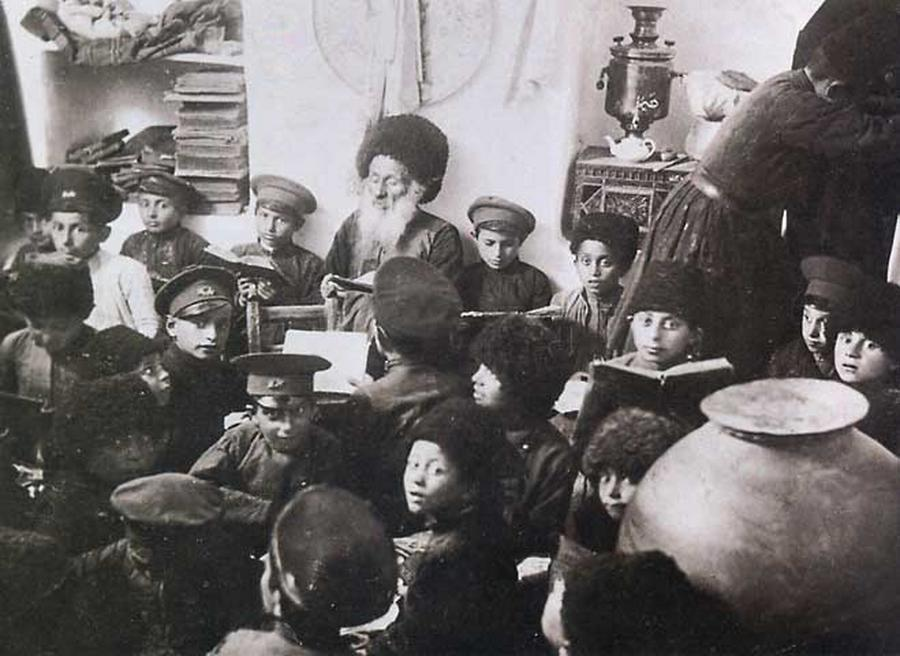
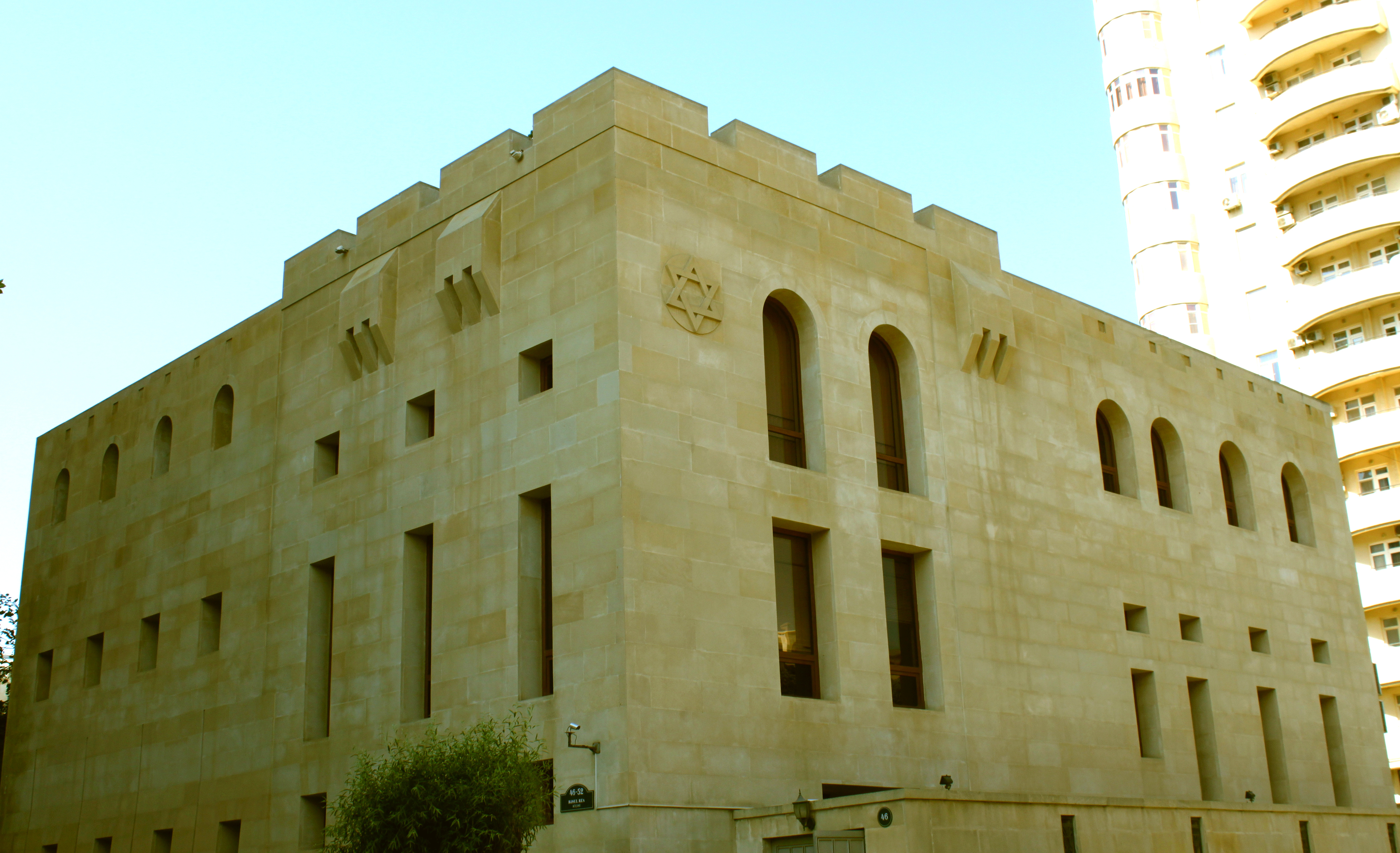
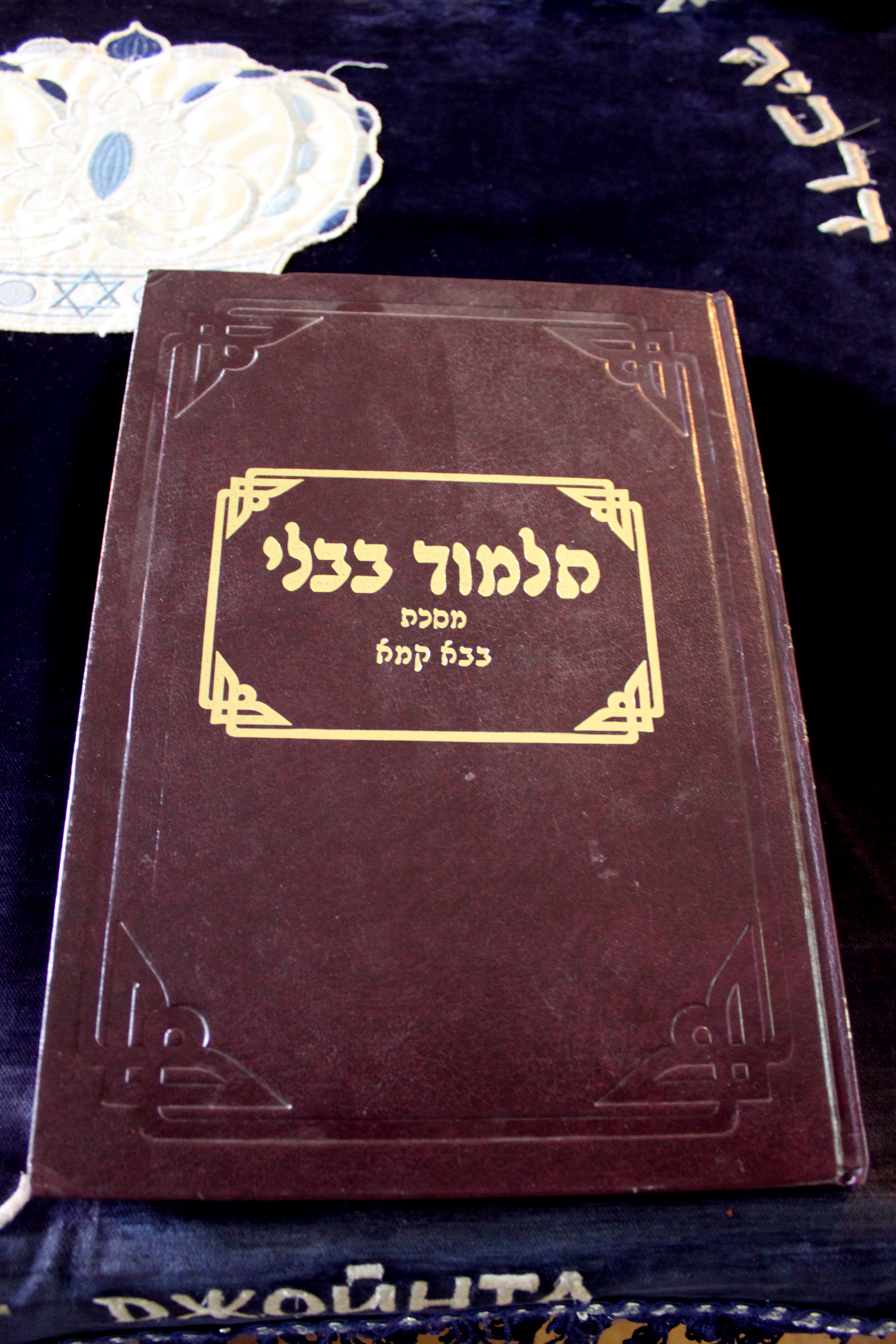
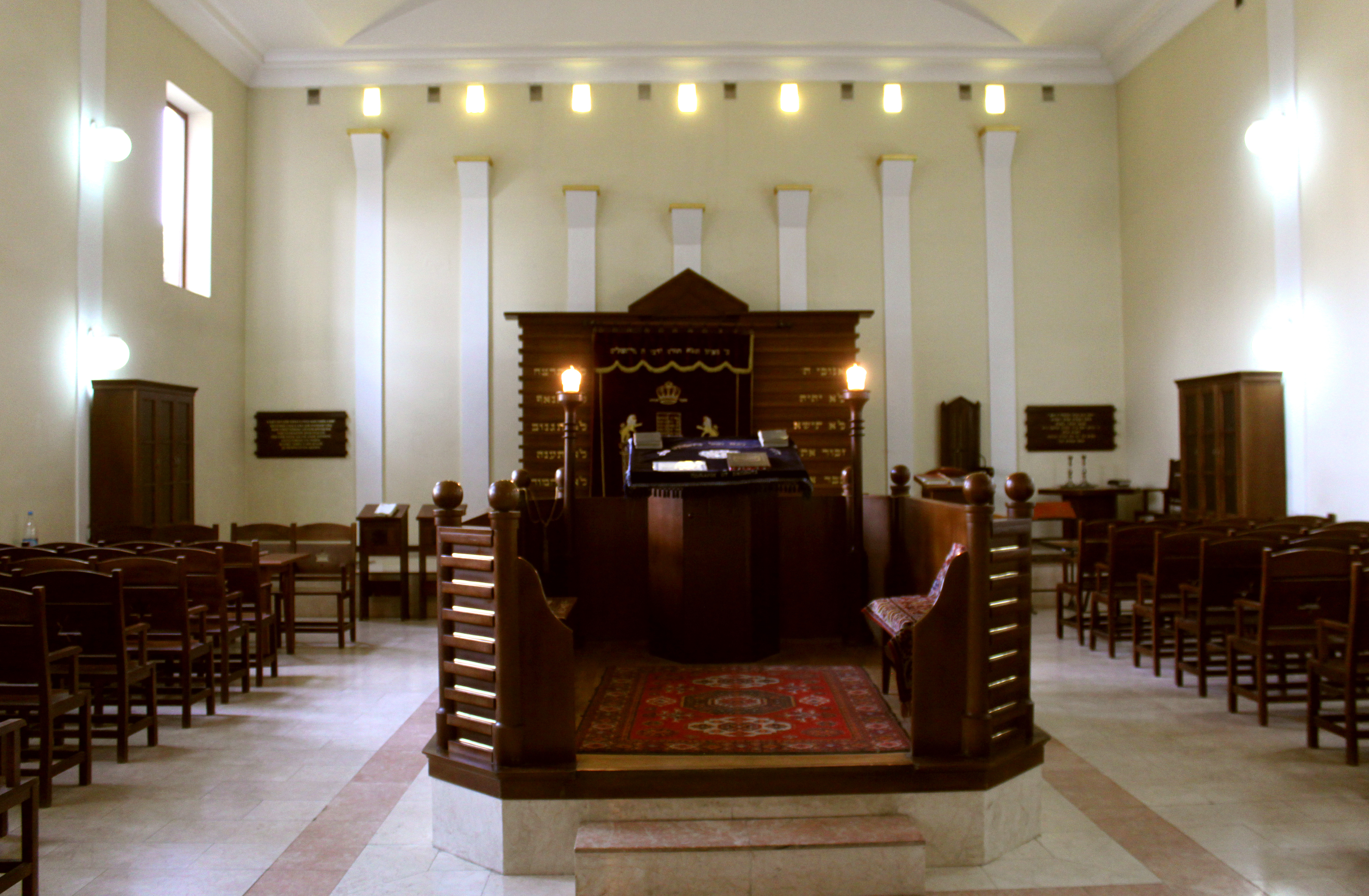